# فرودگاه مافیکنگ
فرودگاه مافیکنگ (به انگلیسی: Mafikeng Airport) (به زبان بومی: Mmabatho Airport) یک فرودگاه همگانی با کد یاتا MBD است که یک باند فرود آسفالت دارد و طول باند آن ۴۵۰۰ متر است. این فرودگاه در کشور آفریقای جنوبی قرار دارد و در ارتفاع ۱۲۷۴ متری از سطح دریا واقع شده است.